# Kappróður

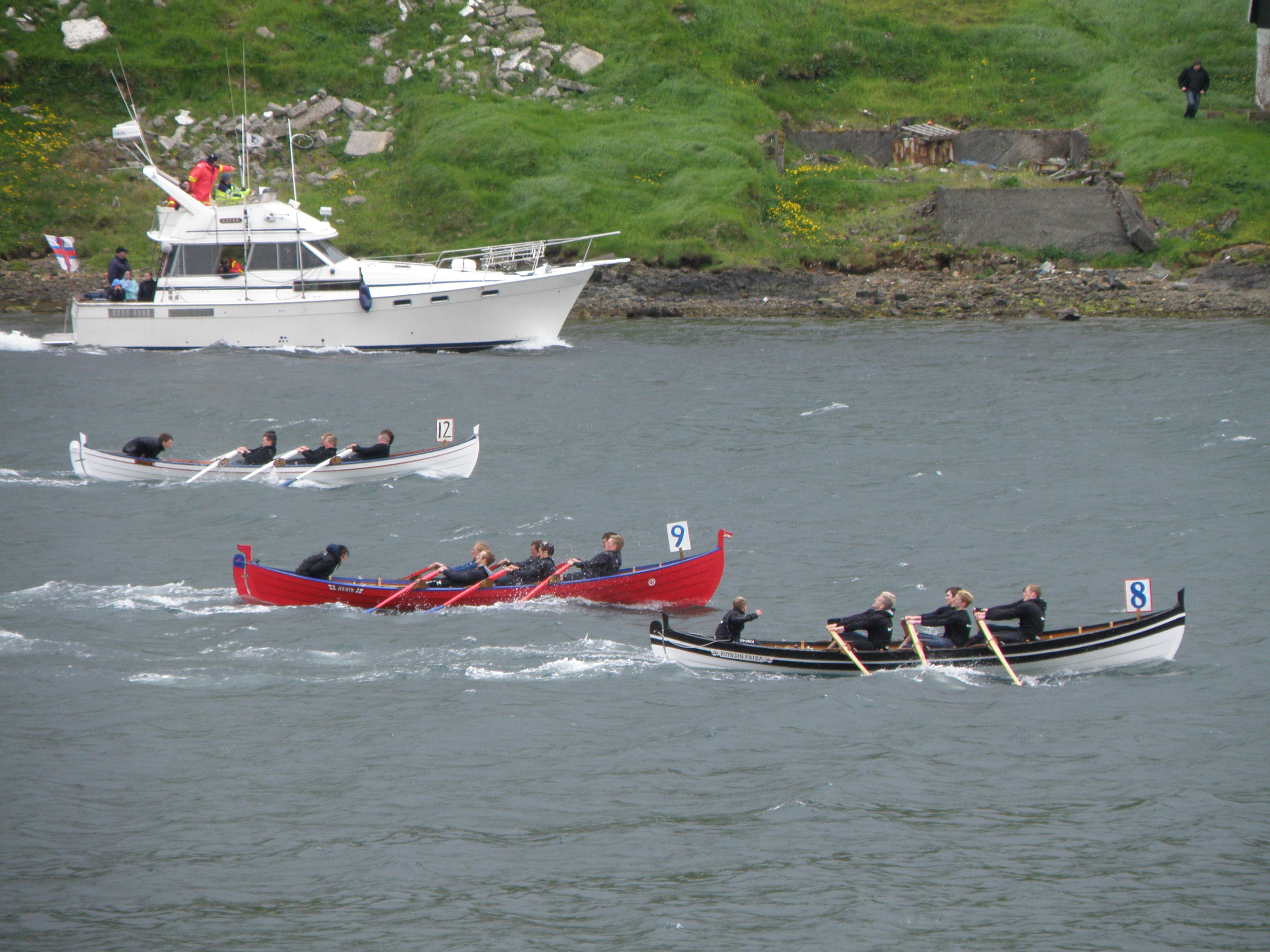
Kappróður vid Jóansøka i Vágur år 2010 i kategorin Fimmmannafør dreingir (sex pojkar)

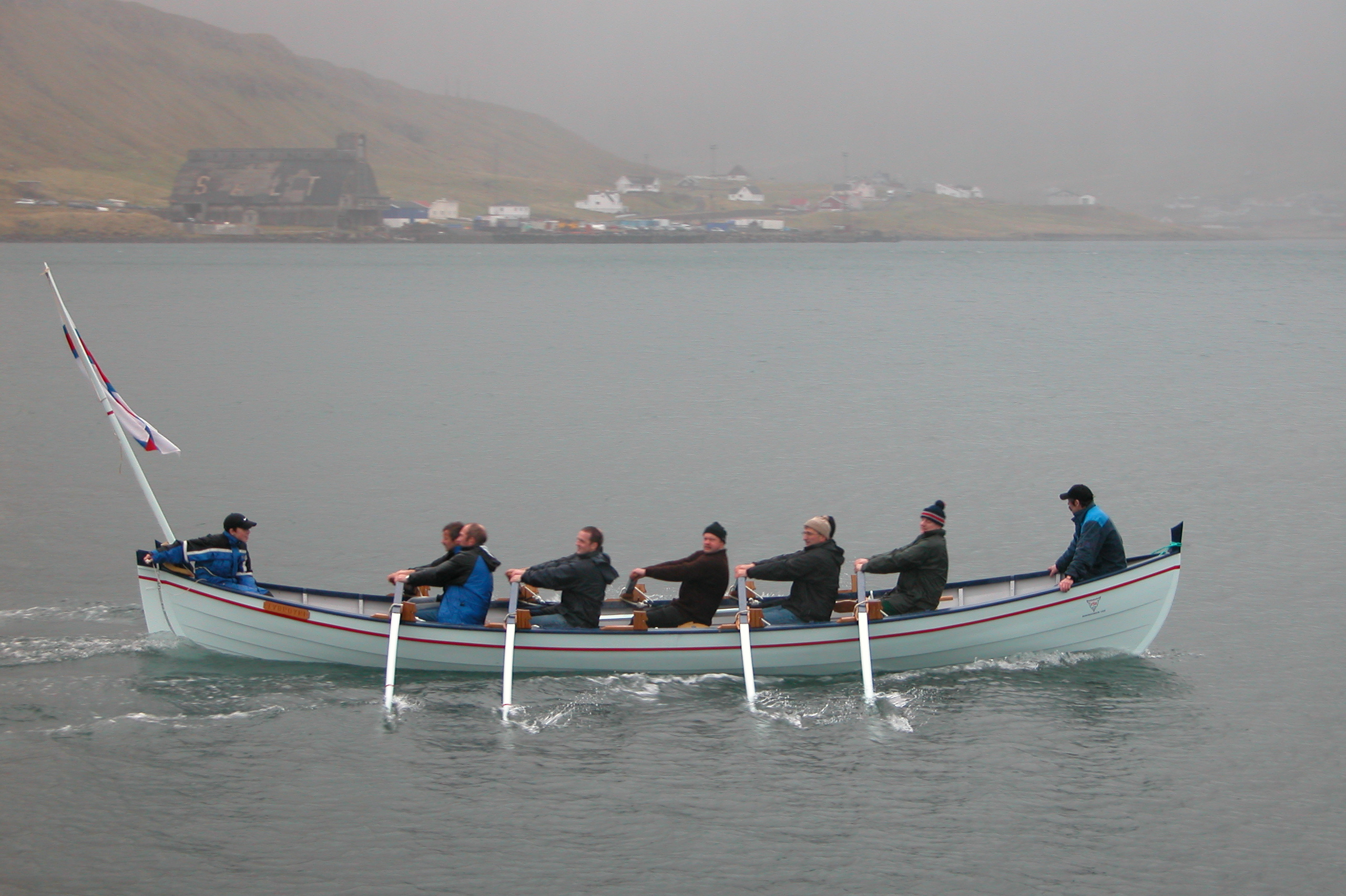
Traditionell färöbåt, Tíggjumannafar

Kappróður (färöiska för kapprodd) är Färöarnas nationalsport. Både män och kvinnor tävlar och man ror ikapp med traditionella färöbåtar. Sporten är lokal, utan internationella tävlingar, också om det finns en tävlande klubb i Danmark.
Färömästerskapet har utkämpats sedan 1973, men några klubbar finns inte, endast båtarnas namn. Dessa namn känner varje skolbarn till på Färöarna, och många av dessa båtar har egna hymner som spelas i radion då det är utsända vid tävlingen. Till exempel har båten Eysturoyingur en färöisk version av Obladi-oblada som hymn. Dessa reportage sänds även på internet.

## Klasser
Det tävlas i sju klasser som startar i följande ordning.
1. Fimmmannafør dreingir (sex pojkar)
2. Seksmannafør kvinnur (sex kvinnor)
3. Fimmmannafør gentur (sex flickor)
4. Fimmmannafør kvinnur (sex kvinnor)
5. Seksmannafør menn (sex män)
6. Áttamannafør menn (åtta män)
7. Tíggjumannafør menn (tio män)

Den sistnämnda, den med tio män i en båt, är höjdpunkten vid en kappróður.

## Tider
Säsongen för att genomföra tävlingar är kort, säsongen är juni till juli varje år och när tävlingarna krockar med landskamp för färöarnas fotbollslandslag, sänds de båda i repris flera gånger.
- Norðoyastevna i Klaksvík, 4 juni
- Sundalagsstevna på Sundini vid Hósvík, 18 juni
- Jóansøka i Tvøroyri eller Vágur, 25 juni
- Varmakelda i Fuglafjørður, 2 juli
- Fjarðastevna i Skálafjørður vid Skála, 9 juli
- Vestanstevna i Miðvágur, Sandavágur eller Sørvágur på Vágar, 16 juli
- Ólavsøka i Tórshavn, 28 juli

## Berömda båtar
- Argjabáturin (8-manna), elva gånger färömästare.
- Eysturoyingur (10-manna), sju gånger färömästare, senast 2010.
- Havnarbáturin (10-manna), tretton gånger färömästare, vilket är rekord.
- Hvessingur (6 män), åtta gånger färömästare
- Jarnbardur (6 kvinnor), elva gånger färömästare, senast 2008.
- Nevið Reyða (8-manna), färömästare 2005 och endast en gång tidigare.
- Nólsoyingurin (10-manna), sex gånger färömästare, senast 1989.
- Sílið som 5 pojkar är åtta gånger färömästare och som 5 kvinnor tolv gånger färömästare.